# Lo Brugeron
Le Brugeron és un municipi francès situat al departament del Puèi Domat i a la regió d'Alvèrnia-Roine-Alps. L'any 2007 tenia 267 habitants.

## Demografia

### Població
El 2007 la població de fet de Le Brugeron era de 267 persones. Hi havia 123 famílies de les quals 43 eren unipersonals (13 homes vivint sols i 30 dones vivint soles), 42 parelles sense fills, 30 parelles amb fills i 8 famílies monoparentals amb fills.
La població ha evolucionat segons el següent gràfic:
Habitants censats

### Habitatges
El 2007 hi havia 371 habitatges, 125 eren l'habitatge principal de la família, 209 eren segones residències i 37 estaven desocupats. 356 eren cases i 15 eren apartaments. Dels 125 habitatges principals, 109 estaven ocupats pels seus propietaris, 9 estaven llogats i ocupats pels llogaters i 6 estaven cedits a títol gratuït; 5 tenien dues cambres, 13 en tenien tres, 26 en tenien quatre i 80 en tenien cinc o més. 84 habitatges disposaven pel capbaix d'una plaça de pàrquing. A 56 habitatges hi havia un automòbil i a 54 n'hi havia dos o més.

### Piràmide de població
La piràmide de població per edats i sexe el 2009 era:
| Homes | Edats   | Dones |
| ----- | ------- | ----- |
| 0     | 95 o +  | 4     |
| 0     | 90 a 94 | 4     |
| 8     | 85 a 89 | 8     |
| 4     | 80 a 84 | 0     |
| 28    | 75 a 79 | 24    |
| 4     | 70 a 74 | 16    |
| 8     | 65 a 69 | 0     |
| 8     | 60 a 64 | 16    |
| 4     | 55 a 59 | 16    |
| 12    | 50 a 54 | 12    |
| 12    | 45 a 49 | 4     |
| 4     | 40 a 44 | 4     |
| 16    | 35 a 39 | 8     |
| 0     | 30 a 34 | 0     |
| 0     | 25 a 29 | 0     |
| 0     | 20 a 24 | 0     |
| 4     | 15 a 19 | 0     |
| 12    | 10 a 14 | 4     |
| 8     | 5 a 9   | 4     |
| 0     | 0 a 4   | 0     |

## Economia
El 2007 la població en edat de treballar era de 141 persones, 95 eren actives i 46 eren inactives. De les 95 persones actives 91 estaven ocupades (52 homes i 39 dones) i 4 estaven aturades (2 homes i 2 dones). De les 46 persones inactives 28 estaven jubilades, 4 estaven estudiant i 14 estaven classificades com a «altres inactius».

### Ingressos
El 2009 a Le Brugeron hi havia 129 unitats fiscals que integraven 273 persones, la mediana anual d'ingressos fiscals per persona era de 15.584 €.

### Activitats econòmiques
Dels 22 establiments que hi havia el 2007, 7 eren d'empreses de fabricació d'altres productes industrials, 5 d'empreses de construcció, 2 d'empreses de comerç i reparació d'automòbils, 4 d'empreses d'hostatgeria i restauració, 1 d'una empresa financera, 2 d'empreses immobiliàries i 1 d'una empresa de serveis.
Dels 7 establiments de servei als particulars que hi havia el 2009, 1 era un taller de reparació d'automòbils i de material agrícola, 1 paleta, 3 fusteries, 1 lampisteria i 1 restaurant.
L'any 2000 a Le Brugeron hi havia 6 explotacions agrícoles.

## Equipaments sanitaris i escolars
El 2009 hi havia una escola elemental.

## Poblacions més properes
El següent diagrama mostra les poblacions més properes.